# Kątki (Ermland-Masuren)
Kątki (deutsch Klein Kanten) ist eine neuzeitliche Wüstung in der Woiwodschaft Ermland-Masuren im nordöstlichen Polen. Die ehemalige Gemarkung gehört zur Gmina Zalewo im Powiat Iławski. Entstanden ist die Wüstung nach 1945, als die ehemalige, deutsche Bevölkerung aus dem bis dahin existierenden Dorf vertrieben worden war und von Polen nicht besiedelt wurde.

## Geographie
Kątki lag in der Moränenlandschaft des Oberlands, etwa 7 Kilometer östlich von Zalewo. Die landwirtschaftlich genutzte Hügellandschaft dominiert den mittleren und östlichen Teil der Gemarkung, dort liegt auch ihr höchster Punkt mit 135,3 Metern über Normalnull. In seiner Nähe stand bis nach 1930 eine weithin sichtbare Windmühle. Der Westteil der Gemarkung liegt tiefer und war ursprünglich von Bruchwäldern bedeckt, in denen Torf gestochen wurde. Diese Brüche werden durch einen Bach entwässert, der einer der Quellbäche für ein Fließ ist, das bis 1945 Damerau genannt wurde und in den Jezioro Jeziorak (deutsch Geserichsee) mündet. Die Gemarkung legte sich an ihrer Nordgrenze U-förmig um den Jezioro Czarne (deutsch Schwarzer See), die Wasserfläche selbst gehörte bereits zum Gut Groß Kanten. Die ehemalige Gemarkungsgrenze zwischen Groß und Klein Kanten bildet heute einen Teil der Grenze zwischen der Gmina Małdyty (Groß Kanten, polnisch Kęty, im Jahre 2009 umbenannt in Kanty) und der Gmina Zalewo. 

## Geschichte
Die Gemarkung von Klein Kanten gehörte ursprünglich zum Rittergut Groß Kanten, das vom Deutschen Orden als Gut eines Großen Freien gegründet wurde. In einem Aufsiedlungsprozess wurde das südwestliche Drittel der Gutsgemarkung Kanten durch Pachtbauern besiedelt, deren Höfe im Obereigentum der Gutsherrschaft verblieben.
Im Jahre 1848 war Klein Kanten ein adliges Dorf zum adligen Gut Groß Kanten. Es beherbergte in acht Wohngebäuden 48 Einwohner, alle evangelisch und deutschsprachig. Es war in das Kirchspiel Simnau eingepfarrt. In Justizsachen unterstand es dem Patrimonialgericht Groß Kanten in Mohrungen.
Im Jahre 1857 hatte Klein Kanten unverändert 48 Einwohner.
Ab der zweiten Hälfte des 19. Jahrhunderts hatte Klein Kanten den Status einer Landgemeinde. Sie wurde im Jahre 1874 dem Amtsbezirk Hanswalde im Kreis Mohrungen unterstellt. Zwischen 1920 und 1928 war der Rentier Karl Hoffmann in Klein Kanten Amtsvorsteher von Hanswalde. Im Jahre 1928 wurde Klein Kanten schließlich in die südlich benachbarte Landgemeinde Groß Hanswalde eingemeindet.
Bis 1945 gehörte ein 15 Hektar großes Torfbruch zum Gut Kattern, das Güteradressbuch von 1932 verzeichnete darüber hinaus zwei Landwirte mit Besitzungen von 30 und 46 Hektar.
Im Jahre 1945 wurde das Dorf von Polen annektiert und durch Ministerialerlass vom 4. April 1950 in Kątki umbenannt. Nach der Vertreibung der deutschen Bevölkerung aus Ostpreußen standen nicht genug polnische Neusiedler bereit, um die Lücken aufzufüllen. So wurde Kątki als Wohnplatz aufgegeben und die Häuser wurden eingeebnet. Die zugehörigen Fluren werden aber noch landwirtschaftlich genutzt.